# Hilara vector
Hilara vector är en tvåvingeart som beskrevs av Miller 1923. Hilara vector ingår i släktet Hilara och familjen dansflugor. Inga underarter finns listade i Catalogue of Life.